# Tomatares striolatus
Tomatares striolatus är en insektsart som först beskrevs av Hermann Stitz 1912.  Tomatares striolatus ingår i släktet Tomatares och familjen myrlejonsländor. Inga underarter finns listade i Catalogue of Life.